# Aqto
Aqto, även känd som Aketao, är ett härad som lyder under den autonoma prefekturen Kizilsu i Xinjiang-regionen i nordvästra Kina.